# تسوسوو
تسوسوو (به آلمانی: Züsow) یک شهر در آلمان است که در نوردوست‌مکلنبورگ واقع شده‌است. تسوسوو ۳۶۹ نفر جمعیت دارد.